# M-22.3
Die M-22.3 ist eine kosovarische Nationalstraße von der serbischen Grenze bei Jarinje (Grenzübergang Jarinje) über Leposavić nach Mitrovica.